# Sigrid Åkerhielm
Sigrid Charlotte Åkerhielm (* 13. Januar 1875 in Jönköping; † 7. August 1967 in Bremen) war eine schwedische Heilgymnastikerin und Frauenrechtlerin in Bremen.

## Biografie

### Familie, Ausbildung und Beruf
Sigrid Baroness Åkerhielm war die Tochter von Knut Axel Samuel Sebastian Åkerhielm af Blombacka und Augusta Helena Charlotte Brandström. Ihre Schwester war die Mutter von Elsa Brandström, die als „Engel von Sibirien“ im Ersten Weltkrieg bekannt wurde, als sie für das schwedische Rote Kreuz wirkte.
1895/97 wurde Åkerhielm am Königlichen Gymnastikinstitut in Stockholm zur Heilgymnastikerin ausgebildet. Von 1897 bis 1907 arbeitete sie am schwedischen Gymnastikinstitut in Dresden. 
Von 1907 bis 1926 führte sie ein von ihr eröffnetes Institut für Heilgymnastik in Bremen, das im Ersten Weltkrieg Bedeutung errang. Sie unterstützte die Bremer Krankenhäuser und beschäftigte neun schwedische Mitarbeiter. 
Sie wohnte zuletzt in Bremen-St. Magnus.

### Frauenliga für Frieden
Åkerhielm wurde 1919 Mitglied der neu gegründeten Internationalen Frauenliga für Frieden (IFFF bzw. WILPF). Sie wirkte zusammen mit Auguste Kirchhoff und wurde Mitglied im Vorstand der Bremer Sektion und Schatzmeisterin der deutschen Sektion. Die IFFF wurde 1933 in Deutschland durch die Nationalsozialisten aufgelöst. Ihre schwedische Nationalität und Verbindungen nutzend, half sie den Verfolgten der Nazis bei ihrer Übersiedlung oder Flucht aus Deutschland, vor allem Juden. Nach dem Zweiten Weltkrieg wurde 1946 die IFFF neu gegründet und Åkerhielm baute 1946 die Bremer Ortsgruppe wieder auf. Sie wurde darin Landesvorsitzende. 1949 organisierte die Bremer Gruppe eine Friedenskundgebung und Åkerhielm setzte sich als Rednerin für die Ziele der Friedensbewegung ein. Ab 1952 kam es zur Zusammenarbeit der IFFF mit der neu gegründeten Westdeutsche Frauenfriedensbewegung (WFFB). 1952 gehörte sie auch dem Präsidium der WFFB in Heidelberg an. 1958 unterschrieb sie, wie 100 andere Bremerinnen, den Aufruf gegen eine atomare Aufrüstung.

## Ehrungen
- Rote-Kreuz-Medaille in Deutschland
- 1952: Vasa-Medaille, Verleihung durch den König von Schweden Gustav VI. Adolf
- 1958: Vasa-Orden in Schweden